# No Nut November

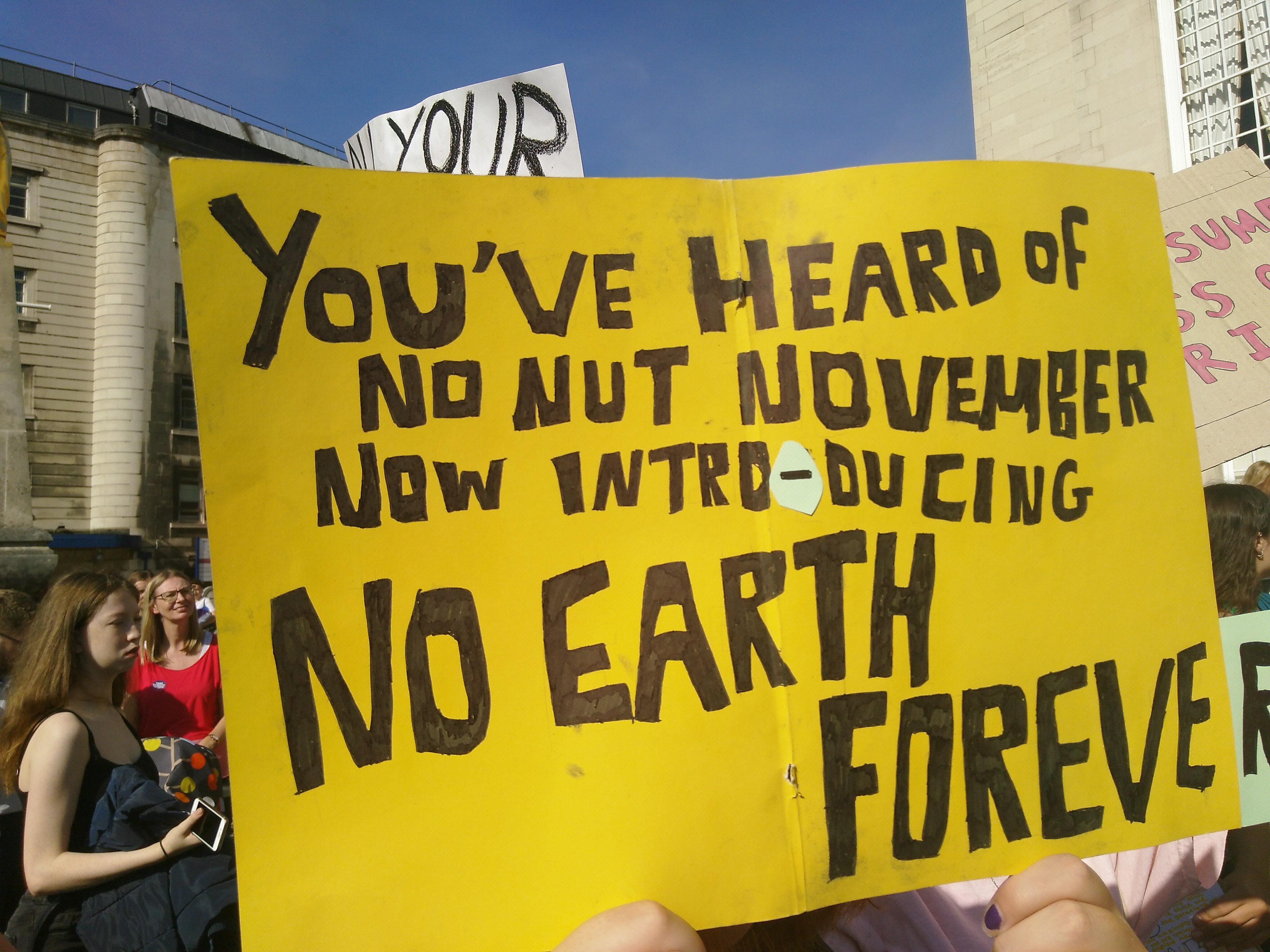
Знак протесту проти зміни клімату з посиланням на «No Nut November»

No Nut November (NNN, досл. «Листопад без оргазму») — це челендж в інтернеті, що присвячений утриманню від оргазму протягом листопада.
Також є NFN (також відомий як Безгрішний листопад, недристопад, розпустопад; англ. No Fap November) — це челлендж в інтернеті, що присвячений утриманню від сексу, перегляду порно та мастурбації впродовж листопада. У челенджі також беруть участь дівчата.

## Історія
Попри те, що «No Nut November» був спочатку задуманий, як сатиричний мем, деякі учасники стверджують, що утримання від еякуляції приносить користь здоров'ю. В 2011 році був опублікований запис в Urban Dictionary, а в 2017 році рух почав набирати популярність у соціальних мережах. Це пов'язано зі спільнотою NoFap на Reddit, що заохочувало своїх членів не мастурбувати. Спільнота Reddit /r/NoNutNovember зросла з 16 500 підписників у листопаді 2018 року до 52 000 підписників станом на листопад 2019 року та до 83 000 підписників у листопаді 2020 року.
Після того, як Пол Джозеф Вотсон і деякі інші громадські діячі підтримали цю кампанію, Ейджей Діксон з журналу Rolling Stone припустила, що рух підтримали ультраправі. Vice Media розкритикувала цей інтернет-виклик в 2018 році після того, як послідовники почали відправляти загрози на аккаунт xHamster в Twitter.
Особливою прикметою розпустопада в Україні виявився розподіл сторін сил. Так, учасники челенджа найчастіше змінюють аватар профілю в соціальних мережах. У 2020 році на фотографію Енакіна Скайвокера. Стаючи тим самим «джедаями». Ті, хто відмовилися брати участь у челенджі або поставилися до нього зневажливо, брали «темний бік сили», використовуючи фотографію Дарта Вейдера як символ приналежності до ситхів[джерело?].

## Destroy Dick December
Destroy Dick December (DDD, досл. «Грудень-знищи прутень») — це пов'язане інтернет-завдання після No Nut November, антонім, який є контрапунктом, заохочуючи учасників брати участь у сексуальних діях, як-от статевий акт і мастурбація, кожний день грудня, після утримання від них, упродовж попереднього місяця. Щодня учасники змагання еякулюють кількість разів, що дорівнює дню в місяці, починаючи з одного сеансу першого грудня і закінчуючи 31 «горіхом» в останній день. Загалом це 496 разів за місяць.